# Верушкін В'ячеслав Миколайович
В'ячеслав Миколайович Верушкін (рос. Вячеслав Николаевич Верушкин; нар. 7 вересня 1989, Саранськ, РРФСР) — російський футболіст, захисник.

## Життєпис
Вихованець саранської «Мордовії». Дорослу футбольну кар'єру розпочав 2006 року в «Мордовії-89». На початку 2007 року переведений до першої команди «Мордовії». У футболці саранського клубу дебютував 2 листопада 2007 року в переможному (8:1) домашньому поєдинки 43-го туру Першого дивізіону проти єкатеринбурзького «Уралу». В'ячеслав вийшов на поле на 75-й хвилині, замінивши Олександра Гайдукова. Першим голом у професіональному футболі відзначився 1 липня 2009 року на 36-й хвилині переможного (2:1) домашнього поєдинку 1/32 фіналу кубку Росії проти нижньогородської «Волги». Верушкін вийшов на поле в стартовому складі та відіграв увесь матч. У крманді провів три сезони, за цей час у чемпіонатах Росії зіграв 36 матчів, ще 3 матчі (1 гол) провів у кубку Росії. З 2008 по 2009 рік виступав за «Мордовію-2» (Саранськ) в аматорському чемпіонаті Росії. На початку серпня 2010 року відправився в піврічну оренду до «Зірки». У футболці рязанського клубу дебютував 11 серпня 2010 року в нічийному (0:0) домашнього поєдинку 17-го туру Другого дивізіону Росії проти пензенського «Зеніту». В'ячеслав вийшов на поле в стартовому складі та відіграв увесь матч. Зіграв 14 матчів у Другому дивізіоні. 
На початку січня 2011 року перейшов в аматорський клуб «Цементник-Мордовію». З січня 2012 року перебував у заявці «Салюта», але в складі бєлгородського клубу не зіграв жодного офіційного матчу. У 2012 році грав за «Лямбір» з чемпіонату республіки Мордовія. На початку січня 2013 року став гравцем «Ности». У футболці новотроїцького клубу дебютував 18 квітня 2013 року в програному (0:1) домашньому поєдинку 21-го туру зони «Урал-Поволжжя» Другого дивізіону Росії проти казанського «Рубіна-2». Верушкін вийшов на поле в стартовому складі та відіграв увесь матч. У другій половині сезону 2012/13 років зіграв 10 матчів. Після цього захищав кольори аматорського колективу «СвітлоСервіс» (Кадошкіно).
На початку липня 2013 року опинився в структурі «Волги», де спочатку виступав за юнацький склад (U-19). За головну команду ульянівців дебютував 28 вересня 2014 року в програному (0:6) виїзному поєдинку 13-го туру першого етапу Другого дивізіону проти олинського «Спартака». В'ячеслав вийшов на поле на 78-й хвилині, замінивши Тагіра Тугушева. У сезоні 2014/15 років зіграв 7 матчів за «волжан». Після цього тривалий період часу не виступав.
На початку липня 2016 року переїхав до окупованого Криму. Зіграв 25 матчів за керчинський «Океан» в так званій «Прем'єр-лізі Кримського футбольного союзу», ще 3 поєдинки провів у так званому «кубку Криму». З 2017 по 2020 рік захищав кольори аматорських колективів «Саранськ», «Плайтера» (Зуброва Долина), «Дорожник» (Кам'янка) та «КЕМЗ-Спартак» (Ковилкіно). З серпня 2020 року перебуває без клубу.